# Petr Vilgus
Petr Vilgus (* 20. srpna 1974 Praha) je současný český historik fotografie, publicista, vysokoškolský pedagog, od roku 2006 do roku 2022 zastupitel městské části Praha 8.

## Studia
Petr Vilgus absolvoval bakalářský a magisterský studijní program na Institutu tvůrčí fotografie Slezské univerzity v Opavě (1994–2001) a doktorské studium na Filmové a televizní fakultě Akademie múzických umění v Praze (2002–2006). Jeho oborem je tvůrčí a užitá fotografie a dějiny výtvarného umění.
V roce 2002 několik měsíců pobýval v americkém Vermont Studio Center.

## Vědecká, publicistická a pedagogická práce, podnikání
Ve své vědecké práci se specializuje zejména na českou fotografii v období Protektorátu Čechy a Morava a na fotograficky ilustrované časopisy. Mimo to se zabývá dalšími opomíjenými oblastmi dějin umělecké tvorby – mj. výstavnictvím v Praze před rokem 1989 a dějinami fotografie ve střední Evropě.
Petr Vilgus byl mezi roky 2004–2011 členem redakce fotografického měsíčníku DIGIfoto, pro který psal rozhovory s českými a zahraničními fotografy, vedl poradnu Tipy odborníků (společně s Marianem Benešem) a připravoval další články. Od roku 2012 je zástupcem šéfredaktora časopisu FOTO, pro který zpracovává mj. rozhovory s významnými českými fotografy (Jan Šibík, Tomki Němec, Antonín Kratochvíl ad.).
Přednáší na Institutu tvůrčí fotografie Slezské univerzity předměty Teorie fotografie, Kritika fotografie a Diplomový seminář, na Filozofické fakultě Univerzity Karlovy vede předmět Fotografie v proměnách času.
Živil se jako živnostník, jako grafický úpravce knih a jako redaktor odborných časopisů. Dlouhá léta působil v redakcích a ve vedení odborných fotografických časopisů. Řadu let pracoval pro PR oddělení Ministerstva vnitra ČR.

## Fotografie
Mezi roky 1985 a 2003 Vilgus aktivně fotografoval. Zaměřoval se zejména na oblast subjektivního dokumentu (např. na projektu Lidé Hlučínska). V letech 1996 a 1997 za své fotografie získal ocenění v soutěži české novinářské fotografie Czech Press Photo.

## Politická a veřejná činnost
Petr Vilgus je od roku 2004 členem Strany zelených. V roce 2006 byl zvolen do Zastupitelstva městské části Praha 8. Vilgus se angažuje mj. v otázce zástavby Rohanského ostrova, kde se zasazoval za tvrdé vyjednávání s developerem, v boji za odsun tranzitní dopravy z libeňské ulice V Holešovičkách nebo za záchranu Klánovického lesa. Zasadil se za vznik projektu Palmovka 2030, díky kterému se tato oblast promění v mimořádně příjemné místo pro život i práci. Rekonstrukce dolní Libně byla zahájena obnovou Zenklovy ulice a připravuje se obnova náměstí na Palmovce. Vyjednal se státem pronájem Karlínských kasáren aktivním občanům, kteří je proměnili v kulturní a společenské centrum, zasazoval se o to, aby MF neprodávalo karlínskou Invalidovnu. Ta bude zrekonstruována a bude nadále sloužit veřejnosti. Vyjednal s majitelem funkcionalistického Paláce Svět zahájení rekonstrukce této památky. Prosadil a aktivně vedl dialog s občany Prahy 8, kteří se po desetiletích konečně dostali ke slovu a radnice jejich názor začala brát vážně. Patří k hlavním podporovatelům myšlenky, že na bohnické sídliště, do Dolních Chaber a Zdib nebo do ZOO má vést tramvajová trať. Také prosazuje tramvajové propojení Prahy 8 a Prahy 6, protože tvrdí, že není normální, aby mezi dvěma stotisícovými městskými částmi byl jediným prostředkem veřejné dopravy přívoz. Prosazuje vznik nových vlakových zastávek v Karlíně a Libni. Je odpůrcem nekoncepční zástavby – mj. projektu CPI na Ládví, Kauflandu v Troji nebo nahodile umístěných staveb v Karlíně a Libni. Podporuje dialog obce, občanů a developerů o budoucnosti města.
Patřil k hlavním kritikům výstavby nové budovy radnice Prahy 8 na Palmovce.
V komunálních volbách v roce 2010 byl zvolen do Zastupitelstva Prahy 8 a svůj mandát vykonával jako opoziční zastupitel. V roce 2014 svůj mandát obhájil. Na konci listopadu 2014 se navíc stal zástupcem starosty, a to pro strategický rozvoj, Agendu 21, cyklodopravu a památkovou péči.
Od září 2020 pracuje jako tajemník Úřadu městské části Praha–Klánovice.
V komunálních volbách v roce 2022 kandidoval do zastupitelstva Prahy 8 z 2. místa kandidátky koalice ČSSD, KDU-ČSL a Zelení s podporou Osmičky sobě, ale neuspěl. Zároveň kandidoval do Zastupitelstva hlavního města Prahy z 62. místa kandidátky koalice Solidarita, kterou tvoří ČSSD, Zelení, Budoucnost a Idealisté, ale také neuspěl.

## Spolková činnost
Je zakladatelem a předsedou občanského sdružení Přerováci nadlabáci, které se orientuje na ochranu kulturních památek a životního prostředí ve Středočeském kraji, zejména v okolí obce Přerov nad Labem.
V polovině devadesátých let hrál v amatérských filmech režiséra Romana Kašparovského a scenáristy Roberta Rytiny.